# Crocus City Hall
De Crocus City Hall is een concertzaal die deel uitmaakt van Crocus Expo, een beurs- en zalencomplex in de Russische stad Krasnogorsk, Oblast Moskou, ten noordwesten van de hoofdstad Moskou.
Het hele complex beslaat 38.000 vierkante meter en werd op 25 oktober 2009 geopend. Op 22 maart 2024 werd Crocus City Hall getroffen door een grote terroristische aanval waarbij ten minste 145 mensen om het leven kwamen, 551 mensen raakten gewond en een groot deel van de zaal door brand verwoest werd.

## Kenmerken
De concertzaal is een onderdeel van Crocus City, bestaande uit de Crocus City Mall, Crocus Expo en Vegas City Hall, met diverse hotels en restaurants. Crocus City Hall werd in 2009 gebouwd als concertlocatie met een capaciteit van 6.200 personen en is een van de grootste in de omgeving.

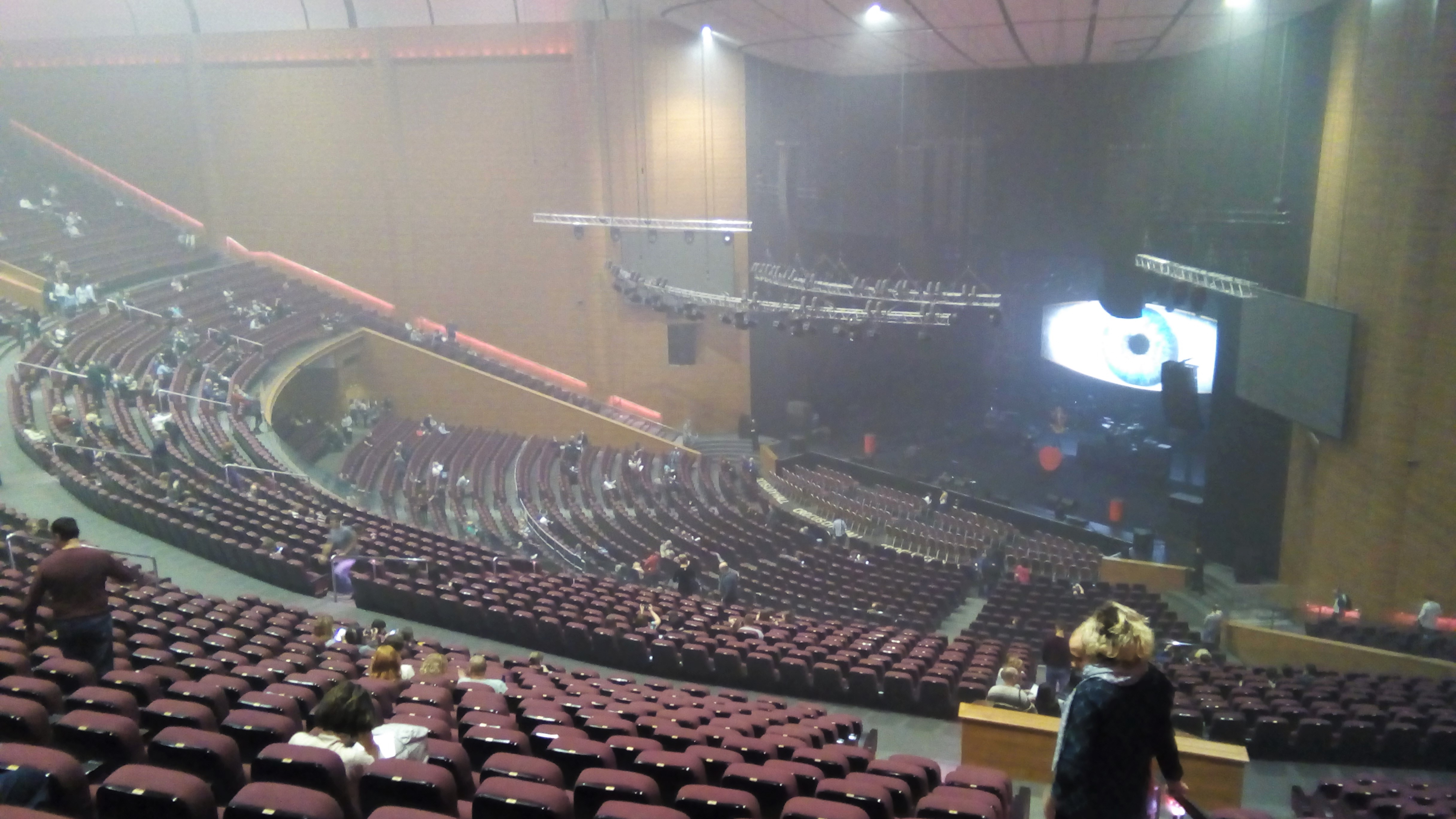
Concertzaal Crocus City Hall (2019)

| Indeling    | Gereserveerd | Totaal |
| ----------- | ------------ | ------ |
| Auditorium  | 6.178        | 7.234  |
| Concertzaal | 3.235        | 4.291  |
| Theater     | 3.235        | 2.179  |